# ラモン・トロンコソ
ラモン・ホセ・トロンコソ・ガルシア （Ramon Jose Troncoso Garcia , 1983年2月16日 - ）は、ドミニカ共和国サン・ホセ・デ・オコア州出身の元プロ野球選手（投手）。右投右打。

## 経歴

### プロ入りとドジャース時代
2002年6月20日にアマチュア・フリーエージェントでロサンゼルス・ドジャースと契約。
2007年はA+級とAA級で合計51試合に登板し、10勝4敗14セーブ2ホールド、防御率2.42の成績を残した。シーズンオフにメジャー契約を結び40人枠入りした。
2008年4月1日のサンフランシスコ・ジャイアンツ戦でメジャーデビューを果たした。この年は中継ぎとして32試合に登板し、1勝1敗2ホールド、防御率4.26の成績を残した。
2009年は73試合、2010年は52試合に登板して、ドジャース中継ぎ陣の一角として重要な働きを見せた。
2011年はシーズンの大半をAAA級アルバカーキ・アイソトープスで過ごし、メジャーでの登板は18試合にとどまった。
2012年3月22日にDFAとなり、3月30日にマイナー契約で再契約した。この年はAAA級アルバカーキで45試合に登板したが、メジャー昇格の機会はなく、オフの11月3日にFAとなった。

### ホワイトソックス時代
2012年11月12日にシカゴ・ホワイトソックスとマイナー契約を結び、翌年のスプリングトレーニングに招待選手として参加することになった。
2013年は6月に2年ぶりにメジャーに昇格し、29試合登板、1勝4敗、防御率4.50の成績を残した。オフの10月4日にFAとなった。

### ホワイトソックス退団後
2014年3月14日にカンザスシティ・ロイヤルズとマイナー契約を結んだが、7月10日に自由契約となった。
2015年2月5日にロサンゼルス・ドジャースとマイナー契約を結び、古巣に3年ぶりに復帰した。AAA級オクラホマシティ・ドジャースで29試合に登板し、5勝1敗、防御率1.98と好成績を残したが、メジャー昇格の機会はなく、11月6日に自由契約となった。オフはドミニカ共和国のウィンターリーグでプレー。
2016年3月27日にメキシカンリーグのユカタン・ライオンズと契約。5月15日に自由契約となり、27日にタバスコ・キャトルメンと契約。
2017年4月11日にタバスコ・キャトルメンを自由契約となった。

### 現役引退後
2018年よりドジャース傘下ルーキー級DSLドジャースの投手コーチに就任。傘下ルーキー級AZLドジャースの投手コーチを経て、2021年からは傘下A-級ランチョクカモンガ・クエークスの投手コーチを務める。

## 詳細情報

### 年度別投手成績
| 年 度    | 球 団    | 登 板 | 先 発 | 完 投 | 完 封 | 無 四 球 | 勝 利 | 敗 戦 | セ 丨 ブ | ホ 丨 ル ド | 勝 率 | 打 者 | 投 球 回 | 被 安 打 | 被 本 塁 打 | 与 四 球 | 敬 遠 | 与 死 球 | 奪 三 振 | 暴 投 | ボ 丨 ク | 失 点 | 自 責 点 | 防 御 率 | W H I P |
| -------- | -------- | ----- | ----- | ----- | ----- | -------- | ----- | ----- | -------- | ----------- | ----- | ----- | -------- | -------- | ----------- | -------- | ----- | -------- | -------- | ----- | -------- | ----- | -------- | -------- | ------- |
| 2008     | LAD      | 32    | 0     | 0     | 0     | 0        | 1     | 1     | 0        | 2           | .500  | 160   | 38.0     | 37       | 2           | 12       | 1     | 3        | 38       | 2     | 0        | 19    | 18       | 4.26     | 1.29    |
| 2009     | LAD      | 73    | 0     | 0     | 0     | 0        | 5     | 4     | 6        | 14          | .556  | 357   | 82.2     | 83       | 3           | 34       | 9     | 3        | 55       | 4     | 0        | 30    | 25       | 2.72     | 1.42    |
| 2010     | LAD      | 52    | 0     | 0     | 0     | 0        | 2     | 3     | 0        | 8           | .400  | 234   | 54.0     | 55       | 7           | 18       | 5     | 3        | 34       | 2     | 0        | 28    | 26       | 4.33     | 1.35    |
| 2011     | LAD      | 18    | 0     | 0     | 0     | 0        | 0     | 0     | 0        | 0           | ----  | 103   | 22.2     | 38       | 5           | 4        | 1     | 0        | 14       | 2     | 0        | 18    | 17       | 6.75     | 1.85    |
| 2013     | CWS      | 29    | 0     | 0     | 0     | 0        | 1     | 4     | 0        | 1           | .200  | 137   | 30.0     | 30       | 4           | 16       | 1     | 1        | 18       | 1     | 0        | 22    | 15       | 4.50     | 1.53    |
| MLB：5年 | MLB：5年 | 204   | 0     | 0     | 0     | 0        | 9     | 13    | 6        | 25          | .429  | 991   | 227.1    | 243      | 21          | 84       | 17    | 10       | 159      | 11    | 0        | 117   | 101      | 4.00     | 1.44    |

- 2017年度シーズン終了時

### 背番号
- 38 （2008年 - 2011年）
- 40 （2013年）